# Камышенка (приток Исети)
Камы́шенка — река в России, протекает по Свердловской области. Река является левобережным притоком Исети, впадая в 464 километрах от устья последней, длина Камышенки 32 км. Истоки — мелиоративные каналы в нескольких километрах восточнее села Логиново Белоярского городского округа, устье в Исети недалеко от села Щербаково Каменского муниципального округа.
Высота устья — 129,4 м над уровнем моря.

## Данные водного реестра
По данным государственного водного реестра России относится к Иртышскому бассейновому округу, водохозяйственный участок реки — Исеть от города Екатеринбург до впадения реки Теча, речной подбассейн реки — Тобол. Речной бассейн реки — Иртыш.
Код объекта в государственном водном реестре — 14010500612111200002898.

## Притоки
- Река Мочежина (правый приток).

## Населённые пункты
Река берёт начало в Белоярском районе и впадает в Исеть на территории Каменского муниципального округа. По данным на 1891 год на берегах Камышенки существовало 14 селений:
- село Хромцово
- д. Черемхова
- д. Хохлы (затоплена при образовании пруда)
- д. Соколова
- с. Кисловское
- д. Часовая
- с. Покровское
- д. Малая Белоносова (ранее д. Белоносова(Ельтюки) и Щелконогова(Юрина)
- д. Малосмолино (Смолята) сейчас не существует
- д. Попова (Заимская, Марчата) сейчас не существует

## Памятник природы
Долина реки Камышенки в нижнем течении на территории Каменского лесхоза на площади 200 гектар является ландшафтным памятником природы с 1983 года, как место наибольшего количества растений степных видов, произрастающих на территории Свердловской области.